# En Norvège
En Norvège est une suite pour orchestre du compositeur français Arthur Coquard composée en 1906. 

## Structure
L'œuvre comprend quatre mouvements :
1. Sur le fjord
2. A Molde
3. Au cap nord
4. Finale danse

## Analyse
Selon Amédée Boutarel, « L’ouvrage comprend trois parties, Sur le fjord, À Molde, Au Cap Nord. L’intention descriptive est surtout apparente dans le dernier morceau. On y saisit l’intention à demi réalisée de fixer le souvenir d’une impression vécue. L’instrumentation revêt un coloris intense, presque éblouissant, mais les procédés employés ne sont pas exempts de recherche ; on aimerait à y sentir plus d’aisance et de naturel. »

### Articles de journal
- Amédée Boutarel, « Revue des grands concerts », Le Ménestrel, Paris,‎ 28 janvier 1906, p. 28-29 (lire sur Wikisource).